# بلو ریج سامیت (پنسیلوانیا)
بلو ریج سامیت (به انگلیسی: Blue Ridge Summit) یک منطقهٔ مسکونی در ایالات متحده آمریکا است که در پنسیلوانیا واقع شده‌است. بلو ریج سامیت ۱٫۸۶ کیلومتر مربع مساحت و ۸۹۱ نفر جمعیت دارد و ۴۰۹٫۹۶ متر بالاتر از سطح دریا واقع شده‌است.